# Liste der olympischen Medaillengewinner aus der Elfenbeinküste
Das Comité National Olympique de Côte d'Ivoire wurde 1962 gegründet und im Jahr darauf vom Internationalen Olympischen Komitee aufgenommen.

## Medaillenbilanz
Bislang konnte drei Sportler aus der Elfenbeinküste fünf olympische Medaillen bei den Sportwettbewerben erringen. Insgesamt konnten die Sportler des Landes jeweils einmal Gold und Silber sowie dreimal Bronze gewinnen.
| Elfenbeinküste bei den Olympischen Sommerspielen                               | Elfenbeinküste bei den Olympischen Sommerspielen | Elfenbeinküste bei den Olympischen Sommerspielen | Elfenbeinküste bei den Olympischen Sommerspielen | Elfenbeinküste bei den Olympischen Sommerspielen | Elfenbeinküste bei den Olympischen Sommerspielen |      | Elfenbeinküste bei den Olympischen Winterspielen | Elfenbeinküste bei den Olympischen Winterspielen | Elfenbeinküste bei den Olympischen Winterspielen | Elfenbeinküste bei den Olympischen Winterspielen | Elfenbeinküste bei den Olympischen Winterspielen | Elfenbeinküste bei den Olympischen Winterspielen |
| Jahr                                                                           | Gold                                             | Silber                                           | Bronze                                           | Gesamt                                           | Rang                                             | Jahr | Gold                                             | Silber                                           | Bronze                                           | Gesamt                                           | Rang                                             |                                                  |
| 1964                                                                           | 0                                                | 0                                                | 0                                                | 0                                                |                                                  |      | 1964                                             | –                                                | –                                                | –                                                | –                                                | –                                                |
| 1968                                                                           | 0                                                | 0                                                | 0                                                | 0                                                |                                                  |      | 1968                                             | –                                                | –                                                | –                                                | –                                                | –                                                |
| 1972                                                                           | 0                                                | 0                                                | 0                                                | 0                                                |                                                  |      | 1972                                             | –                                                | –                                                | –                                                | –                                                | –                                                |
| 1976                                                                           | 0                                                | 0                                                | 0                                                | 0                                                |                                                  |      | 1976                                             | –                                                | –                                                | –                                                | –                                                | –                                                |
| 1980                                                                           | –                                                | –                                                | –                                                | –                                                | –                                                |      | 1980                                             | –                                                | –                                                | –                                                | –                                                | –                                                |
| 1984                                                                           | 0                                                | 1                                                | 0                                                | 1                                                | 33                                               |      | 1984                                             | –                                                | –                                                | –                                                | –                                                | –                                                |
| 1988                                                                           | 0                                                | 0                                                | 0                                                | 0                                                |                                                  |      | 1988                                             | –                                                | –                                                | –                                                | –                                                | –                                                |
| 1992                                                                           | 0                                                | 0                                                | 0                                                | 0                                                |                                                  |      | 1992                                             | –                                                | –                                                | –                                                | –                                                | –                                                |
| 1996                                                                           | 0                                                | 0                                                | 0                                                | 0                                                |                                                  |      | 1994                                             | –                                                | –                                                | –                                                | –                                                | –                                                |
| 2000                                                                           | 0                                                | 0                                                | 0                                                | 0                                                |                                                  |      | 1998                                             | –                                                | –                                                | –                                                | –                                                | –                                                |
| 2004                                                                           | 0                                                | 0                                                | 0                                                | 0                                                |                                                  |      | 2002                                             | –                                                | –                                                | –                                                | –                                                | –                                                |
| 2008                                                                           | 0                                                | 0                                                | 0                                                | 0                                                |                                                  |      | 2006                                             | –                                                | –                                                | –                                                | –                                                | –                                                |
| 2012                                                                           | 0                                                | 0                                                | 0                                                | 0                                                |                                                  |      | 2010                                             | –                                                | –                                                | –                                                | –                                                | –                                                |
| 2016                                                                           | 1                                                | 0                                                | 1                                                | 2                                                | 51                                               |      | 2014                                             | –                                                | –                                                | –                                                | –                                                | –                                                |
| 2020                                                                           | 0                                                | 0                                                | 1                                                | 1                                                | 86                                               |      | 2018                                             | –                                                | –                                                | –                                                | –                                                | –                                                |
| 2024                                                                           | 0                                                | 0                                                | 1                                                | 1                                                | 84                                               |      | 2022                                             | –                                                | –                                                | –                                                | –                                                | –                                                |
| Gesamt                                                                         | 1                                                | 1                                                | 3                                                | 5                                                |                                                  |      | Gesamt                                           | 0                                                | 0                                                | 0                                                | 0                                                |                                                  |
| \| \| Gold \| Silber \| Bronze \| Gesamt \| \| Ges. S+W \| 1 \| 1 \| 3 \| 5 \| |                                                  |                                                  |                                                  |                                                  |                                                  |      |                                                  |                                                  |                                                  |                                                  |                                                  |                                                  |
|                                                                                | Gold                                             | Silber                                           | Bronze                                           | Gesamt                                           |                                                  |      |                                                  |                                                  |                                                  |                                                  |                                                  |                                                  |
| Ges. S+W                                                                       | 1                                                | 1                                                | 3                                                | 5                                                |                                                  |      |                                                  |                                                  |                                                  |                                                  |                                                  |                                                  |

## Medaillengewinner

### Olympische Sommerspiele
| Name                | Sportart       | Jahr                | Disziplin             | Gold | Silber | Bronze | Gesamt |
| ------------------- | -------------- | ------------------- | --------------------- | ---- | ------ | ------ | ------ |
| Gabriel Tiacoh      | Leichtathletik | 1984 Los Angeles    | 400-Meter-Lauf Männer | –    | 1      | –      | 1      |
| Cheick Sallah Cissé | Taekwondo      | 2016 Rio de Janeiro | Mittelgewicht, Männer | 1    | –      | –      | 2      |
| Cheick Sallah Cissé | Taekwondo      | 2024 Paris          | Schwergewicht, Männer | -    | –      | 1      | 2      |
| Ruth Gbagbi         | Taekwondo      | 2016 Rio de Janeiro | Mittelgewicht, Frauen | –    | –      | 1      | 2      |
| Ruth Gbagbi         | Taekwondo      | 2020 Tokio          | Mittelgewicht, Frauen | –    | –      | 1      | 2      |

### Olympische Winterspiele
Bisher gibt es noch keine Olympiamedaillengewinner bei den Olympischen Winterspielen aus der Elfenbeinküste.